# Zenarchopterus gilli
Zenarchopterus gilli är en fiskart som beskrevs av Smith, 1945. Zenarchopterus gilli ingår i släktet Zenarchopterus och familjen Hemiramphidae. IUCN kategoriserar arten globalt som livskraftig. Inga underarter finns listade i Catalogue of Life.